# Francisco Castro Lalupú
Francisco Castro Lalupú (ur. 13 sierpnia 1973 w Bellavista-Sullana) – peruwiański duchowny katolicki, biskup pomocniczy Trujillo od 2020.

## Życiorys
Święcenia kapłańskie przyjął 6 czerwca 2004 i został inkardynowany do archidiecezji Trujillo. Pracował głównie jako duszpasterz parafialny, był także m.in. administratorem archidiecezjalnej kurii oraz wikariuszem biskupim ds. ekonomicznych i administracyjnych.
4 kwietnia 2020 papież Franciszek mianował go biskupem pomocniczym archidiecezji Trujillo oraz biskupem tytularnym Putia in Byzacena. Sakry udzielił mu 29 września 2020 metropolita Trujillo – arcybiskup Miguel Cabrejos.